# Kathleen Nord
Kathleen Nord, verheiratet Kathleen Feldvoss (* 26. Dezember 1965 in Magdeburg; † 24. Februar 2022) war eine deutsche Schwimmerin, die für die DDR startete.

## Werdegang
Sie startete als Schwimmerin für den SC Magdeburg. Ihre Stärken waren die Distanzen 200 und 400 m Lagen sowie 200 m Schmetterling. Zu Beginn ihrer Laufbahn war sie in den Lagendistanzen erfolgreich und wurde 1983 und 1985 Europameisterin und 1986 Weltmeisterin in diesem Schwimmstil. Nach einigen sportlichen Enttäuschungen wechselte sie zum Schmetterlingsstil und konnte nochmals 1987 und 1989 Europameisterin werden. Ihren größten Erfolg schaffte sie bei den Olympischen Sommerspielen 1988 in Seoul mit dem Olympiasieg über 200 m Schmetterling. Im Jahr 1990 beendete sie ihre Laufbahn.
Nach der Wiedervereinigung wanderte sie in die Vereinigten Staaten aus und wurde Trainerin beim Schwimmclub Florida Gold Coast in Palm Beach. Außerdem absolvierte sie mit mäßigem Erfolg zwischen 1995 und 1996 noch einige kleine Meetings auf der Kurzbahn.
1986 und 1988 wurde Kathleen Nord mit dem Vaterländischen Verdienstorden in Gold ausgezeichnet.

## Doping in der DDR
Von ihrem Trainer Wolfgang Sack erhielt sie im Rahmen des staatlichen Zwangsdopings in der DDR Dopingsubstanzen.

## Privates
Nord heiratete Jörg Feldvoss aus Elmshorn, ehemaliger Schwimmer des Elmshorner SC und ehemaliger Landes- und Nordmeister sowie späterer Mathematik-Professor an der University of South Alabama und hatte mit Sophie, Emily Charlotte, Laura und Claire vier Töchter. Nach ihrer Rückkehr 2013 nach Magdeburg mit ihren Töchtern begannen Emily und Laura ebenfalls erfolgreich als Schwimmer beim SC Magdeburg.
Feldvoss starb Ende Februar 2022 an den Folgen einer Krankheit im Alter von 56 Jahren.